# Escuela de música Mokranjac
El Escuela de música Mokranjac (en serbio: Музичка школа "МОКРАЊАЦ") es una escuela de música en Belgrado fundada por Stevan Stojanovic Mokranjac el 21 de septiembre de 1896, bajo los auspicios de la Primera Sociedad Coral de Belgrado (Прво београдско певачко друштво). El 28 de marzo de 1946, la escuela lleva el nombre de su fundador y primer director Stevan Mokranjac que está considerado como uno de los compositores más importantes de Serbia en la historia. Entre sus alumnos notables están Emina Jahović, Divna Ljubojević y la cantautora, actriz y modelo de ascendencia bosnia Lejla Hot, entre otros.